# Jean Asset
Jean Asset est un ecclésiastique du XVIe siècle né à Arras en 1500, 35e abbé de l'abbaye d'Anchin de 1546 à sa mort en 1555. Il a laissé dans les mémoires le souvenir d'un abbé soucieux de la bonne tenue des moines de son abbaye, défenseur des intérêts matériels de celle-ci, attaché à embellir l'institution et maintenir son grand renom.

## Biographie
Jean Asset nait à Arras en 1500. Il appartient à une ancienne famille de bourgeois d'Arras, riche et influente. Il est le neveu de Martin Asset, abbé de l'abbaye de Saint-Vaast de 1508 à 1537, comme Pierre Asset, président du conseil provincial d'Artois, et petit-fils de Simon Asset, père de Martin et prévôt de Beauquesne . Selon une autre source, le père de Martin s'appelait Guérard ou Gérard Asset, sergent du roi Louis XI, récompensé du poste de prévôt de Beauquesne pour services rendus au roi.
Les armes de la famille Asset sont : « Au 1 et 4 d'or à un lambel de sable à trois pendants de gueules et au 2 et 3 échiqueté d'argent et d'azur  ».
Jean Asset est élevé dans l'abbaye de Saint-Vaast, dont il partage la vie religieuse,.
Il fait de rapides progrès dans les études religieuses et dans les lettres, au point qu'à l'âge de 20 ans, il est ordonné prêtre et nommé à la tête du prieuré d'Haspres, dépendant de Saint-Vaast.
Ses connaissances en théologie et en droit canonique, la prudence et le doigté montrés dans la direction d'Haspres, le destinent rapidement à un poste plus important.
Il devient abbé de l'abbaye Saint-André de Bruges, où il reste 21 ans.
Jean Asset se bâtit à Bruges une belle renommée de piété, d'habileté et de sagesse.
Charles Coguin,(ou Coquin), abbé d'Anchin, se sentant vieillir, décide, dans l'intérêt de l'abbaye, de prendre un coadjuteur, et son choix se porte, pour les raisons dites, sur Jean Asset.

## Abbé d'Anchin
En 1546, Charles Coguin meurt. 
Jean Asset succède naturellement à son coadjuteur en tant qu'abbé d'Anchin. Il est le 35eabbé de la prestigieuse abbaye. Son joyeux avènement est célébré la même année.
Accueilli très favorablement par les religieux du fait de sa réputation, son premier soin consiste à veiller au bien-être des moines, au niveau de l'alimentation, des vêtements. Il en invite régulièrement quelques uns à sa table, en même temps qu'il reçoit de nombreux hôtes de marque.
En même temps, il remet en vigueur une ancienne coutume de partage de pain blanc de froment, ordinaire des religieux, avec les restes des repas du couvent, trois fois par semaine, pour les pauvres, malades, infirmes.
À l'époque, l'abbaye, prieurés non compris, compte plus de 50 moines, dont 37 prêtres, parmi lesquels le grand prieur claustral Jean Letailleur, appelé à succéder à Jean Asset en tant qu'abbé d'Anchin. Malgré le contexte difficile de guerre entre Charles-Quint et François Ier, Jean Asset réussit à maintenir la prospérité du couvent.
Il fait également instruire des jeunes gens, entretenus par lui, dans les écoles de l'abbaye.
Malgré une santé délicate, il déploie une grande activité dans la défense du monastère. Il fait restituer à l'abbaye le prieuré de Saint-Sulpice, situé à Doullens, usurpé par le seigneur de Bouchain, Mr Bouchavanne, gouverneur de Doullens. A cette fin, il se pourvoit devant le Parlement de Paris et en obtient un arrêté rendant le prieuré à l'abbaye sur le fondement du fait que le prieuré n'est pas un bénéfice.
Peu de temps après, la situation se renouvelle pour le prieuré de Saint-Georges près d'Hesdin. Le bailli d'Hesdin, sur ordre de François Ier à qui on avait dit qu'il pouvait disposer du lieu, s'en est emparé. L'abbé d'Anchin donne commission à dom Osterel de plaider la cause de l'abbaye auprès du roi. En, juin 1547, Jean d'Asset a la satisfaction de recevoir un arrêt du conseil privé d'Henri II, qui rend le prieuré à l'abbaye, pour le même motif : le prieuré n'est pas un bénéfice.
Jean Asset fait reconstruire un des clochers de l'église de l'abbaye qui avait été frappé par la foudre et incendié sous son prédécesseur. On n'avait évité que l'église entière ne brûle que grâce à l'aide des habitants de Pecquencourt, stimulés à cette fin par Mgr de Bugnicourt, gouverneur de Cambrai, alors de passage. Jean Asset profite de cette reconstruction pour faire édifier une galerie destinée à faciliter les secours en cas de nouvel incendie.
Puis il enrichit, souvent sur ses propres deniers, l'abbaye de sculptures, vitraux peints, portails sculptés portant ses armoiries, tapisseries, chapes richement brodées, étoffes ornées d'or et de soie, de perles et pierres précieuses, mais représentant toujours des scènes bibliques, à la gloire de l'Église.
Jean Asset fait procéder à différents aménagements : construction d'un grand chariot de fer roulant, où l'on brûle du charbon pendant les grands froids, pour maintenir une température agréable dans l'église; pavage du côté droit de celle-ci ; réaménagement du sol du chœur pour y insérer de belles pierres blanches.
Il veille à préserver le bon renom du cloître en matière d'études, de lettres et de sciences.
Sa bienveillance envers ses frères moines ne l'empêche pas de demander une stricte observance de « l'étiquette », instaurée par ses prédécesseurs, lors des différentes cérémonies auxquelles l'abbé participe, lors des repas également (il est toujours servi à table par un maître-d'hôtel noble assisté de plusieurs domestiques et novices), l'objectif étant de maintenir le prestige de l'abbaye et de la fonction d'abbé. Il impose aux moines, y inclus les novices ne devant s'adresser à lui qu'en latin, une discipline sévère mais équitable, raison pour laquelle, tous l'apprécient.
Jean Asset ne jouit pas d'une grande santé, et doit subir régulièrement des flux de sang (troubles de l'hémostase?). Il n'a jamais voulu interrompre les devoirs de sa charge en raison de ces problèmes. Il est saisi d'un tel accès après une journée passée avec son confrère de l'abbaye de Marchiennes. On ne réussit pas à empêcher la progression du mal. Frappé d'hémorragie, affaibli, il doit s'aliter. Il meurt au troisième jour de sa maladie, après avoir communié et reçu l'extrême-onction, entouré de l'affection des moines.
Jean Asset meurt le 20 mars 1555, à l'âge de 55 ans, ayant été prélat d'Anchin pendant neuf ans,. Son corps est inhumé dans l'église de l'abbaye, auprès de Guillaume Brunel, 15e abbé.
Jean Letailleur lui succède en tant que 36e, et remarquable, abbé d'Anchin.

## Épitaphe
Un des élèves de Jean Asset a composé les vers suivants gravés sur sa tombe :
Eximil marmor claudit patris ossa Joannis

Asset, quem in lucem protulit Atrebatum.

Vedasti in claustrum teneris qui ductus ab annis

Arripuit sacræ religionis iter

Andreæ Sancti tandem post jure creatus

Abbas, commissas hic bene pavit oves.

Majori at meritum Christus dignatus honore

Effecit nostrum non sine laude patrem

Fulmine restituit tunc campanile perustum

Templumque ornavit vestibus innumeris.
L'inscription rend hommage à l'abbé, venu d'Arras, qui a mené le monastère et les moines vers le Christ pendant des années en mentionnant le fait que Jean Asset a fait réparer le clocher de l'église du monastère.
L'abbé Jean Letailleur, successeur de Jean Asset, fait construire à ses frais un mausolée pour accueillir les restes de son prédécesseur. Le même élève de Jean Asset a composé une nouvelle inscription placée sur le monument :
Cernis quisquis ades clari monumenta Joannis

Asset, quem medio continet urna choro.

Hujus cœnobii, qui quamdam vixit habenas

Virtutem studiis sedulus incubuit.

Scilicet astra petit virtus. Jam carne solutus

AEthereas raptus lætior Asset opus.

Quæque tuae quondam sedit sententia menti

Votis ubertim nunc favet illa tuis.
L'inscription présente le monument et la personne à qui il est consacré, en évoquant les connaissances de Jean Asset et ses vertus.